# Soulèvement des 20 000
 (août 2023).
Motif : Article souffrant d'une traduction hasardeuse, d'une méconnaissance des sources américaines, de détournement de sources, article fait de bric et de broc sans logique aucune, des assertions fictives ont été supprimées, une première révision est accomplie mais il y a encore un grand travail à faire pour en faire un article encyclopédique
Le soulèvement des 20 000 est une grève des ouvrières dans les usines de textile de New York en novembre 1909.
Il est déclenché par Clara Lemlich, avec le soutien actif de la Women's Trade Union League, par notamment ses dirigeantes telles que Pauline Newman, Fannia Cohn, Leonora O'Reilly, Margaret Dreier Robins et sa sœur Mary Dreier.
Clara Lemlich, tout comme Pauline Newman et Fannia Cohn, est d'origine juive immigrée aux États-Unis, pour fuir les pogroms qui sévissaient dans l'Empire russe.

## Histoire

### Déroulement
En novembre 1909, une grève des ouvrières éclate à New York dans des ateliers de confection de textile. Cette grève fut menée par Clara Lemlich, Pauline Newman et Leonora O'Reilly, elle fut suivie par plus de 20 000 ouvrières qui cessèrent de travailler avec le soutien de l'International Ladies' Garment Workers' Union. L'international Ladies' Garment Union est l'un des premiers syndicats des États-Unis à avoir essentiellement des femmes comme membres dirigeants, ainsi qu'un rôle majeur dans l'histoire du mouvement ouvrier des années 1920. À l'hiver 1909, les ouvrières de l'usine la Triangle Shirtwaist Company s'organisent et décrètent la grève. Malgré le froid, elles forment rapidement un piquet de grève. Elles réalisent assez tôt qu'elles ne pourraient pas continuer si les autres ouvrières ne se mettaient elles aussi en grève et firent appel au soutien des autres travailleurs de la confection. Clara Lemlich répondît à cet appel[Quoi ?]. La grève prend fin en février 1910,.

### Acteurs
Clara Lemlich est une américaine d'origine juive, venue de l'Empire russe ayant joué un rôle marquant dans l'histoire du mouvement ouvrier aux États-Unis. Elle rassembla 20 000 femmes pour faire grève, ce qui est de nos jours l'un des plus larges soulèvements organisé par des travailleuses aux États-Unis. Elle fut une militante pour le droit de vote des femmes, membre du Parti communiste des États-Unis d'Amérique, organisatrice communautaire[Quoi ?] et militante pacifiste. En 1909, elle fut tabassée, eut des côtes cassées, et fut aussi renvoyée de 2 ateliers par ses patrons. Elle prend la parole lors d'un meeting organisé dans la grande salle de l’université Cooper Union. C'est ici même qu'elle proposera la grève générale en yiddish d'où ces mots célèbres : 

« Si je trahis la cause que je défends ici, que ma main se détache du bras que je lève. »

Clara Lemlich fut soutenue par un syndicat l'International Ladies' Garment Workers' Union. C'est un syndicat d'ouvriers américains et canadiens de l'industrie de l'habillement fondé en 1900. La plupart de ses fondateurs étaient des immigrants juifs employés dans des ateliers plus ou moins clandestins (Sweatshop), des boutiques de vêtements avec des conditions de travail déplorables. Vers 1909-1910, les revendications de l'Union mènent à l'établissement d'un « protocole de paix » les conditions s'améliorent pour les ouvriers de la confection et du textile, les salaires augmentent, les heures de travail sont réduites et enfin l'Union est reconnue par les industriels. Le syndicat l'Industrial Workers of the World (IWW) participent également aux négociations. Fondé à Chicago en 1905 par des leaders du mouvement socialiste et syndical, ils sont aussi appelés les Wobblies et leurs mots d'ordre sont liberté, solidarité, action directe, révolution, imagination et « un coup porté à l'un est un coup porté à tous ».

## Pour approfondir

#### Notices dans des encyclopédies et manuels de références
- (en-US) Carolyn McCreesh, Women in Campaign to Organ, New York, Garland Pub., 1985, 305 p. (ISBN 9780824056704, lire en ligne), p. 128-147,
- (en-US) Susan A. Glenn, Daughters of the Shtetl, Ithaca, état de New York, Cornell University Press, 1er janvier 1990, 313 p. (ISBN 9780801419669, lire en ligne), p. 167-206,
- (en-US) Gus Tyler, Look for the Union Label : History of the International Ladies' Garment Workers' Union, Armonk, Etat de New York, M.E. Sharpe / Routledge, 31 mai 1995, 340 p. (ISBN 9781563244094, lire en ligne), p. 46-62
- (en-US) Paula E. Hyman (dir.), Jewish Women in America : An Historical Encyclopedia, vol. 2 : M-Z, Routledge, 5 novembre 1997, 1770 p. (ISBN 9780415919357, lire en ligne), p. 1432-1434,
- (en-US) Richard A. Greenwald, The Triangle Fire, Protocols Of Peace : And Industrial Democracy In Progressive, Philadelphie, Pennsylvanie, Temple University Press, 1er juin 2005, 337 p. (ISBN 9781592131754, lire en ligne), p. 25-56,

#### Essais
- (en-US) Joan Dash, We Shall Not Be Moved : The Women's Factory Strike of 1909, New York, Scholastic, 1er mars 1996, 200 p. (ISBN 9780590484091, lire en ligne),
- (en-US) Richard A. Greenwald, The Triangle Fire, Protocols Of Peace : And Industrial Democracy In Progressive, Philadelphie, Pennsylvanie, Temple University Press, coll. « Labor in Crisis », 2005, 352 p. (ISBN 9781592131754, OCLC 56950690, lire en ligne),
- (en-US) Michelle Markel (ill. Melissa Sweet), Brave Girl : Clara and the Shirtwaist Makers' Strike of 1909, New York, Balzer + Bray, 22 janvier 2013, 40 p. (ISBN 9780061804427, lire en ligne),

#### Articles
- (en-US) Helen Marot, « A Woman's Strike: An Appreciation of the Shirtwaist Makers of New York », Proceedings of the Academy of Political Science in the City of New York, vol. 1, no 1,‎ 1910, p. 119-128 (10 pages) (lire en ligne ),
- (en-US) « Injunction. Strikes. Unlawful Acts. Schwarcz v. International Ladies' Garment Workers' Union et al., 124 N. Y. Supp., 968 », The Yale Law Journal, vol. 20, no 4,‎ février 1911, p. 329 (1 page) (lire en ligne ),
- (en-US) Nancy Schrom Dye, « Feminism or Unionism? The New York Women's Trade Union League and the Labor Movement », Feminist Studies, vol. 3, nos 1/2,‎ automne 1975, p. 111-125 (15 pages) (lire en ligne ),
- (en-US) Nancy Schrom Dye, « Creating a Feminist Alliance: Sisterhood and Class Conflict in the New York Women's Trade Union League, 1903-1914 », Feminist Studies, vol. 2, nos 2/3,‎ 1975, p. 24-38 (15 pages) (lire en ligne ),
- (en-US) Arthur F. McEvoy, « The Triangle Shirtwaist Factory Fire of 1911: Social Change, Industrial Accidents, and the Evolution of Common-Sense Causality », Law & Social Inquiry, vol. 20, no 2,‎ printemps 1995, p. 621-651 (31 pages) (lire en ligne ),
- (en-US) Jim Dwyer, « About New York; One Woman Who Changed The Rules » , sur The New York Times, 23 mars 2011,
- (en-US) Chelsey Sanchez, « A Century Later, Garment Workers Still Face the Unfair Labor Conditions That Sparked International Women’s Day » , sur Hapers Bazaar, 8 mars 2021,

### Sitographie
- (en-US) Julianne Kornacki, « Shirtwaist Strike (1909-10) », sur The Encyclopedia of Greater Philadelphia,